# Wisner (Luisiana)
Wisner es un pueblo ubicado en la parroquia de Franklin en el estado estadounidense de Luisiana. En el Censo de 2010 tenía una población de 964 habitantes y una densidad poblacional de 467,59 personas por km².

## Geografía
Wisner se encuentra ubicado en las coordenadas 31°58′50″N 91°39′18″O / 31.98056, -91.65500. Según la Oficina del Censo de los Estados Unidos, Wisner tiene una superficie total de 2.06 km², de la cual 2.06 km² corresponden a tierra firme y (0%) 0 km² es agua.

## Demografía
Según el censo de 2010, había 964 personas residiendo en Wisner. La densidad de población era de 467,59 hab./km². De los 964 habitantes, Wisner estaba compuesto por el 55.08% blancos, el 43.78% eran afroamericanos, el 0.1% eran amerindios, el 0.1% eran asiáticos, el 0.21% eran isleños del Pacífico, el 0% eran de otras razas y el 0.73% pertenecían a dos o más razas. Del total de la población el 1.35% eran hispanos o latinos de cualquier raza.